# Ковальська (промислово-будівельна група)
Ковальська  (повна назва: Асоціація «Промислово-будівельна група „Ковальська“») — український виробник будівельних матеріалів та забудовник. Входить до групи Акціонерне товариство "Завод залізобетонних конструкцій ім. Світлани Ковальської.[джерело не вказане 2289 днів]

## Загальна інформація
Підприємства групи працюють у Київській, Житомирській, Львівській, Херсонській та Чернігівській областях.
Загальна чисельність працівників становить понад 4600 осіб.
Продукція ПБГ «Ковальська» представлена низкою брендів, зокрема «Бетон від Ковальської», тротуарна плитка «Авеню» та будівельні суміші Siltek.
Девелоперський напрям представлений у складі групи з 2002 року. Відтоді «Ковальська» завершила 26 житлових проєктів[джерело?].
У 2020 році група вийшла на ринок офісної нерухомості та стала інвестором 5 кампусів в інноваційному парку UNIT.City й розпочала будівництво Nuvo Business Park спільно з KDD Ukraine.
ПБГ «Ковальська» є учасником низки бізнес-асоціацій. Зокрема, входить до складу Конфедерації будівельників України, Європейської бізнес-асоціації, Всеукраїнської спілки виробників будматеріалів тощо. У 2021 році генеральний директор ПБГ «Ковальська» Сергій Пилипенко був призначений заступником голови ради директорів Конфедерації будівельників України, а також очолив комітет з питань будівельної продукції КБУ.

## Керівництво та власники
ПБГ «Ковальська» — сімейна компанія. Засновником, головним акціонером та президентом групи є Пилипенко Олександр Сергійович.
Генеральним директором та одним зі співвласників є Пилипенко Сергій Олександрович.
Співзасновниками та акціонерами також є Суботенко Микола Олексійович та Суруп Володимир Юрійович.

## Історія
Промислово-будівельна група «Ковальська» почала свою історію 1956 року, коли розпочав працювати «Завод залізобетонних виробів № 3». У 1982 році підприємство очолила Світлана Ковальська. Вона керувала ним до своєї смерті у 1993 р. Завод залізобетонних виробів № 3 у 1993 році пройшов етап приватизації та був перейменований у ВАТ «ЗЗБК ім. Ковальської».
14 червня 1995 року перші загальні збори акціонерів заводу ухвалили рішення перетворити організацію орендарів на відкрите акціонерне товариство. Засновниками виступили колектив заводу та Фонд комунального майна міста Києва. Пізніше державну частку також викупив колектив. 1996-го року ЗЗБК ім. С. Ковальської стає постачальником будівельних матеріалів холдингу «Київміськбуд» та його асоційованим членом. Згодом Група «Ковальська» стала основним партнером у споруджені житла та соціальних будівель.
У 2000 році розпочався процес посилення сировинної бази — до складу підприємства увійшов ТОВ «Омелянівський кар'єр».
2001-го року на ЗЗБК ім. С. Ковальської з'явився новий автоматизований цех виробництва бетонних сумішей.
У 2002 році з'явився бренд «Бетон від Ковальської», була зареєстрована відповідна торговельна марка. Цього ж року до складу групи долучився ще один виробничий вузол — найбільший у Києві виробник збірного залізобетону — ВАТ «Завод залізобетонних виробів № 5», який пізніше переформатувався у ТОВ «Бетон Комплекс».
У 2002 році «Ковальська» починає будувати житло в Києві. Першими проєктами стають житлові будинки на проспекті Бажана.
Наступним кроком до забезпечення автономності та повного циклу будівельних робіт стало приєднання у 2004 році найбільшого столичного транспортного підприємства — ТОВ «Автобудкомплекс-К». Того ж року було засновано «Ковальська-Житлосервіс», щоб забезпечити обслуговування об'єктів, зведених ПБГ «Ковальська».
У 2006 році у групи виникла необхідність у створенні власної проєктної організації. Так з'явилося ТОВ «Ковальська-Проект».
У 2008 році «Ковальська» розширює лінійку виробництва будівельних матеріалів та запускає виробництво сухих будівельних сумішей під торговельною маркою Siltek на ПрАТ «Термінал-М».
У 2013 році до групи доєднався ПАТ «Дарницький завод залізобетонних конструкцій».
У 2019 році група продовжила активний регіональний розвиток та придбала актив на Херсонщині — «Газобетон Каховка». Згодом група інвестувала у виробничий комплекс на Львівщині — ТОВ «Розвадів Будматеріали».
У 2020 році ПБГ «Ковальська» вийшла на ринок офісної нерухомості, ставши інвестором п'яти нових кампусів Unit.City, та розпочала будівництво бізнес-парку Nuvo в центрі Києва.

## Напрямки діяльності

### Видобуток сировини
У складі ПБГ «Ковальська» два гранітних кар'єри у Житомирській області — Омелянівський кар'єр (експлуатант Березівського гранітного родовища) та ПрАТ "Транснаціональна корпорація «Граніт» (експлуатант Коростень-Северянського гранітного родовища). Активи об'єднуються у підрозділ «Граніт від Ковальської».
Загальна площа родовищ — 90 млн м³ гірничої маси. На підприємствах виробляють щебінь гранітний, відсів та дрібні заповнювачі. Виробничі потужності кар'єрів становлять 2,8 — 3 млн тонн гранітної продукції на рік.
У 2020 році група придбала виробничий комплекс ТОВ «Розвадів будматеріали» площею 140 га у с. Розвадів Львівської обл. У його складі є піщаний і вапняковий кар'єри.
Заплановані обсяги видобутку — до 700 тис. м3/рік піску і 200 м3/рік вапняку. На підприємстві «Ковальської» у с. Розвадів Львівської області працюють лінії просіювання піску, лінія дроблення і сортування супутніх порід та лінія з перероблення вапняку.

### Виробництво будівельних матеріалів
Гендиректор групи Сергій Пилипенко: «З кінця 1990-х років ми є номером один на ринку бетону в Україні, але основний наш центр, основні наші активи з виробництва бетону зосереджені у Києві. Частка по Києву і київському регіону — понад 50 %».

#### Бетон
Річна потужність виробництва товарних бетонів та розчинів від «Ковальської» — 4 млн м³ на рік. «Бетон від Ковальської» виготовляють на бетонозмішувальних вузлах(БЗУ), 33 БЗУ на базі 8 підприємств.

#### Залізобетон та конструктив
ПБГ «Ковальська» виготовляє серійні та збірні залізобетонні конструкції індивідуального виробництва для будівництва споруд каркасного типу.
Потужність виробництва серійного залізобетону — 269 тис. м3 продукції на рік.
Її виготовляють у 16 цехах та полігонах на базі 6 заводів.
Зокрема, ПБГ «Ковальська» виготовляє низку різновидів плит перекриття методом екструзії на технологічній лінії безопалубного формування компанії Nordimpianti System S.r.l. (Італія).
Потужність виробництва збірних залізобетонних конструкцій індивідуального виробництва — 43,8 тис. м3 виробів на рік. Продукцію виготовляють у 4 цехах.
Підприємства, на яких «Ковальська» виготовляє бетон, бетонні розчини, залізобетонні вироби та «конструктив»:
- АТ «Завод ЗБК ім. Ковальської»[9];
- ТОВ «Бетон Комплекс»[10];
- ТОВ «Автобудкомплекс-К»[11];
- АТ «Дарницький Завод ЗБК»;
- ПРАТ «ЗБВ-1»;
- АТ «Будіндустрія» (м. Чернігів).

#### Тротуарна плитка та елементи дизайну AVENUE
Тротуарна плитка та елементи ландшафтного дизайну від «Ковальська» виготовляються під брендом AVENUE з 1999 року.
Потужність виробництва — 164 250 м3 на рік. Продукція виробляється на заводі ТОВ «Бетон Комплекс» на німецькому обладнанні Hess.

#### Сухі будівельні суміші Siltek
Сухі будівельні суміші та лакофарбові матеріали під брендом Siltek — один із напрямів роботи групи.
Три виробничі лінії заводу забезпечують потужність 150 тис. тонн сухих і 10 тис. тонн фарб і штукатурок на рік. На українському ринку підприємство представлене широким асортиментом сухих будівельних сумішей, фарб, декоративних штукатурок і ґрунтовок — загалом більш як 100 видів товарів.
На виробництві встановлена лінія з автоматизованою системою управління, яка гарантує точне дозування компонентів і подальше ретельне змішування. Підприємство має власну акредитовану лабораторію, оснащену сучасним випробувальним обладнанням.
Наразі у с. Розвадів також триває будівництво заводу з виробництва сухих будівельних сумішей бренду Siltek. Після запуску підприємства його виробнича потужність становитиме 150 тис. тонн сумішей на рік.

#### Газобетон
З 2019 року до складу ПБГ «Ковальська» входить підприємство «Енерджи Продакт», що випускає газобетонні блоки автоклавного твердіння під торговельною маркою «ГАЗОБЕТОН КАХОВКА».
Компанія «Енерджи Продакт» — одне з найбільших в Україні підприємств з виробництва пористого бетону в Південному регіоні. Виробничі потужності заводу становлять понад 500 000 м3 газобетону на рік.
Це сучасне повністю автоматизоване виробництво, що займає площу понад 30 000 м2 й оснащене високотехнологічним обладнанням Durox від Aircrete Europe. «Газобетон Каховка» має високу тримальну здатність завдяки мінімальній питомій вазі та низькому коефіцієнту теплопровідності.
Наразі у с. Розвадів також триває будівництво заводу з виробництва газобетону. Комплекс займатиме площу в 15 га. Після реалізації першої черги планова потужність підприємства перевищуватиме 500 тис. м3 продукції на рік. По завершенні другої — виробництво зросте вдвічі та сягне 1 млн м3 продукції на рік. За попередньою оцінкою, інвестиції сягнуть €45 млн.

### Логістика
Логістичний комплекс «Ковальська Логістик» заснований на базі автотранспортного підприємства «Автобудкомплекс-К».
Автопарк «Ковальська Логістик» нараховує понад 200 одиниць спеціальної техніки: автобетонозмішувачі, самоскиди, балковози, екскаватори, автокрани, панелевози та інший транспорт. В активах компанії залізничний транспорт, зокрема, п'ять тепловозів та 480 вагонів.

### Будівництво житла
ПБГ «Ковальська» будує житлову нерухомість у Києві.
З моменту розвитку житлового сегмента компанія побудувала понад 769 тис. м2 житла у 26 проєктах.
Житлові проєкти:
- житловий будинок на проспекті Миколи Бажана, 10 (м. Київ) — 2004 рік
- житловий будинок на проспекті Миколи Бажана, 12 (м. Київ) — 2004 рік
- житловий будинок на вулиці Паньківській, 27/78 (м. Київ) — 2005 рік
- житловий будинок на вулиці Княжий Затон, 21 (м. Київ) — 2007 рік
- житловий будинок на вулиці Дніпровська Набережна, 19 (м. Київ) — 2007 рік
- житловий будинок на вулиці Василя Касіяна, 2/1 (м. Київ) — 2007 рік
- житловий будинок на вулиці Бориса Гмирі, 4 (м. Київ) — 2007 рік
- житловий будинок на вулиці Бориса Гмирі, 2 (м. Київ) — 2008 рік
- житловий будинок на вулиці Єлизавети Чавдар, 5 (м. Київ) — 2008 рік
- житловий будинок на проспекті Науки, 65 (м. Київ) — 2008 рік
- житловий будинок на вулиці Левітана, 3 (м. Київ) — 2008 рік
- житловий будинок на вулиці Єлизавети Чавдар, 3 (м. Київ) — 2009 рік
- житловий будинок на вулиці Олени Пчілки, 5 (м. Київ) — 2010 рік
- житловий будинок на вулиці Миколи Закревського, 93-А (м. Київ) — 2011 рік
- житловий будинок на вулиці Єлизавети Чавдар, 1 (м. Київ) — 2011 рік
- житловий будинок на вулиці Урлівській, 23 (м. Київ) — 2011 рік
- житловий будинок з дитячою школою мистецтв на вулиці Коперника, 11 (м. Київ) — 2012 рік
- житловий комплекс «Зелений острів»[16] (м. Київ), перша черга — 2012 рік
- житловий комплекс «Зелений острів» (м. Київ), друга черга — 2013 рік
- житловий комплекс «Ювілейний», вулиця Миколи Бажана, 8-Б (м. Київ), перша черга — 2013 рік
- житловий будинок на вулиці Михайла Драгоманова, 40 (м. Київ) — 2013 рік
- житловий комплекс «Зелений острів-2»[17] (м. Київ) — 2014 рік
- житловий комплекс «Паркова вежа»[18] (м. Київ) — 2015 рік
- житловий будинок на вулиці Вірменській, 6 (м. Київ) — 2016 рік
- житловий комплекс «Династія»[19] (м. Київ) — 2018 рік
- житловий комплекс Teleskop[20] (м. Київ) — 2019 рік

У 2021 році в процесі будівництва перебуває ще 230,5 тис. м2 у житлових проєктах:
- житловий комплекс «Русанівська Гавань»[21], будинки 29, 18-21, 22-25, 30 (м. Київ)
- житловий будинок DOCK32[22] (м. Київ)
- житловий комплекс Crystal Park Tower[23] (м. Київ)
- житловий будинок 31Z[22] (м. Київ)
- житловий будинок на вулиці Вавілових, 9-11 (м. Київ)
- житловий будинок на вулиці Березняківська, 29 (м. Київ).

У 2021 році компанія увійшла до десятки найбільш надійних забудовників України за версією видання Dengi.ua. А проєкт DOCK32 від «Ковальської» у 2021 році очолив список найбільш інвестиційно привабливих новобудов у рейтингу видання Mind.

### Експлуатуюча організація
У 2004 році ПБГ «Ковальська» заснувала експлуатуючу організацію ТОВ «Ковальська-Житлосервіс», що опікується будівлями та надає сервісні послуги після здачі в експлуатацію.
«Ковальська-Житлосервіс» виконує комплекс робіт, що забезпечує функціонування інженерної інфраструктури різних об'єктів — житлових будинків та прибудинкових ділянок, офісних центрів, паркінгів тощо

### Будівництво офісної нерухомості
У 2020 році група вийшла на ринок офісної нерухомості як професійний гравець.
Восени 2020 року ПБГ «Ковальська» та холдингова компанія UFuture оголосили про співпрацю та розпочали будівництво нових бізнес-кампусів на території UNIT.City.
Команда «Ковальської» взяла на себе будівництво п'яти бізнес-кампусів загальною площею 70 тис. м2. Інвестиції у розвиток інноваційного парку з боку промислово-будівельної групи «Ковальська» перевищують $70 млн.
Для розробки кампусів B06 та В04, що увійшли до першої черги будівництва, «Ковальська» залучила європейське архітектурне бюро APA Wojciechowski. Планується, що споруди отримають сертифікацію Leed Silver, що означатиме, що вони витрачатимуть на 25 % менше енергії і води під час експлуатації. Весь цикл робіт — від проєктування до експлуатації — супроводжується BIM-координацією.
Узимку 2020 року ПБГ «Ковальська» оголосила про будівництво першого бізнес-парку в центрі Києва — Nuvo Business Park. Це комплекс із семи технологічних будівель, у складі яких плануються офісні центри класу А, апартаменти та комплекс торгово-сервісних послуг.. Загальна комерційна площа бізнес-парку має перевищувати 88 тис. м2. Очікувана вартість проєкту — понад $ 90 млн. Проєкт реалізується разом із девелоперською компанією KDD Ukraine. Очікується, що будівництво всього комплексу триватиме 5 років.

### Розробка проектних рішень
Підрозділ «Ковальська-Проект» з 2006 року займається розробкою проєктних рішень у будівельній галузі. Компанія проєктує промислові, логістичні, торговельно-розважальні та інші типи будівель, зведені з використанням залізобетонних елементів збірних каркасних споруд.
Також компанія здійснює інженерний супровід та технічний нагляд будівництва, займається модернізацією підприємств групи, впровадженням нових технологій та проєктуванням виробничих ліній.

## Фінансові показники

### 2019
За даними фінансової звітності ПБГ «Ковальська», у 2019 році виручка групи склала 5,4 млрд грн. Компанії, що входять до її складу, перерахували до бюджетів усіх рівнів 378 млн грн. 146 млн грн податків і зборів сплачено із заробітних плат працівників.
У 2019 році ПБГ «Ковальська» інвестувала у власний розвиток 853 млн грн.

## Науково-дослідна діяльність
Крім виробничих потужностей, група має Інноваційно-технологічний центр (скорочено — ІТЦ), що розробляє й удосконалює рецептури бетонів, досліджує властивості будматеріалів, а також повномасштабно випробовує сировину й продукцію ПБГ «Ковальська». Нині ІТЦ «Ковальська» виробляє широкий асортимент бетонних сумішей різних за класами, марками, міцністю (зокрема й спеціальні високоміцні бетони) та ступенем рухливості, морозостійкості й водонепроникності. Крім того, ІТЦ пропонує послуги розроблення індивідуальних рецептур бетонів, створення технологічних регламентів, а також проводить науково-дослідну експертизу й надає висновки щодо рекламацій.[джерело?]
В арсеналі ІТЦ «Ковальської» сьогодні понад 3500 рецептів бетонних сумішей. Лабораторія має високоточне обладнання європейських виробників, власну сировинну базу заповнювачів, хімічних добавок.[джерело?]
З 2020 року в ІТЦ «Ковальської» з'явилася опція здійснення випробувань та оперативне забирання зразків безпосередньо на будівельних майданчиках силами мобільних лабораторій. Географія охоплення власних пересувних лабораторій — Київ та Київська область для контролю бетонів та розчинів та вся територія країни для контролю якості збірних залізобетонних конструкцій і виробів з матеріалів групи. Лабораторію інноваційно-технологічного центру «Ковальська» сертифіковано, і вона працює згідно з вимогами ISO 17025:2015.[джерело?]

### Бетон для ЧАЕС
У 2018 році «Ковальська» долучилася до проєкту захисту довкілля після наслідків катастрофи у зоні відчуження ЧАЕС. Спеціально для будівництва сховища відпрацьованого ядерного палива Інноваційно-технологічний центр розробив унікальний бетон, що має властивість не тверднути упродовж 5 годин. Це дало змогу компанії здійснити на об'єкт 1710 рейсів з доставки 16 400 м3 бетону (приблизно стільки ж витрачається на будівництво 100 поверхів житлового будинку).

### Бетон для антарктичної станції «Академік Вернадський»
У 2020 році компанія долучилася до проєкту модернізації науково-дослідної антарктичної станції «Академік Вернадський».
Фахівці Інноваційно-технологічного центру «Ковальської» розробили спеціальну рецептуру бетону для фундаментних робіт.
У січні 2021 року в Антарктиду вирушив корабель із 70 т різних вантажів для ремонту та модернізації станції. З них 40 т — складові для бетонної суміші від «Ковальської». Опікувався фундаментними роботами співробітник Інноваційно-технологічного центру компанії, що приєднався до подорожі у складі інженерної експедиції. Під його керівництвом група дослідників вручну замішала та залила близько 20 м3 спеціальної бетонної̈ суміші, збудувавши фундамент для подальшого встановлення крана-маніпулятора та супутникової антени.